# Spiritbox (EP)
Spiritbox è il primo EP del gruppo musicale canadese omonimo, pubblicato il 27 ottobre 2017 dalla Consumer Records.

## Descrizione
Il disco rappresenta la prima pubblicazione a seguito dell'abbandono di Mike Stringer e Courtney LaPlante dagli iwrestledabearonce e del loro conseguente matrimonio e si compone di sette brani, di cui quattro atti a formare una suite intitolata The Mara Effect; a tal proposito, LaPlante ha spiegato il testo ha come tematica l'ansia e affronta la storia di «qualcuno che è molto infelice nella sua vita e soffre di paralisi del sonno. Non sa più se le cose terrificanti che sta vivendo fanno parte del suo sogno o se sono reali».
La realizzazione della musica è stata interamente curata da Stringer ad eccezione delle parti di batteria, per le quali si è avvalso di Mikey Montgomery (anch'egli proveniente dagli iwrestledabearonce), e delle melodie vocali, curate da LaPlante.

## Promozione
Al fine di anticiparne l'uscita, il 9 ottobre 2017 il duo ha reso disponibile per l'ascolto la traccia conclusiva The Beauty of Suffering.
Nel 2019 l'EP è stato distribuito dalla Pale Chord in formato CD in tiratura limitata a 250 copie, mentre l'anno successivo è uscita l'edizione in vinile.

## Tracce
Testi di Courtney LaPlante, musiche di Mike Stringer e Mikey Montgomery.
1. The Mara Effect, Pt. 1 – 4:41
2. 10:16 – 1:08
3. The Mara Effect, Pt. 2 – 3:40
4. The Mara Effect, Pt. 3 – 5:39
5. Everything's Eventual – 3:56
6. Aphids – 4:36
7. The Beauty of Suffering – 5:37

## Formazione
- Mike Stringer – strumentazione, composizione batteria, produzione, ingegneria aggiuntiva parti vocali
- Courtney LaPlante – voce
- Mikey Montgomery – composizione batteria
- Tim Creviston – ingegneria del suono
- Dan Braunstein – ingegneria aggiuntiva parti vocali, missaggio, mastering